# Ternay (Ródano)
Ternay es una comuna francesa situada en el departamento de Ródano, de la región de Auvernia-Ródano-Alpes. Está integrada en la comunidad de comunas Pays de l'Ozon. Pertenece a la aglomeración urbana de Lyon.

## Demografía
| 1 470 | 2 004 | 2 708 | 3 859 | 4 085 | 4 618 | 5 023 | 5 430 |
| Para los censos de 1962 a 1999 la población legal corresponde a la población sin duplicidades (Fuente: INSEE [Consultar]) |       |       |       |       |       |       |       |